# Dekanat mikołajowski miejski
Dekanat mikołajowski miejski – jeden z 11 dekanatów eparchii mikołajowskiej Ukraińskiego Kościoła Prawosławnego Patriarchatu Moskiewskiego. Obejmuje cerkwie położone w Mikołajowie. Funkcjonuje w nim 20 cerkwi parafialnych i jedna cmentarna.
Funkcję dziekana pełni protojerej Anatolij Romaniuk.

## Cerkwie w dekanacie[1]
- Sobór Narodzenia Matki Bożej – sobór katedralny
- Sobór św. Mikołaja – cerkiew parafialna o statusie soboru
- Cerkiew Wszystkich Świętych – cerkiew cmentarna
- Cerkiew Świętego Ducha
- Cerkiew Świętego Ducha
- Cerkiew św. Michała Twerskiego
- Cerkiew Świętych Apostołów Piotra i Pawła
- Cerkiew Zaśnięcia Matki Bożej
- Cerkiew św. Mikołaja
- Cerkiew św. Symeona
- Cerkiew św. Katarzyny
- Cerkiew św. Jerzego
- Cerkiew Kazańskiej Ikony Matki Bożej
- Cerkiew Opieki Matki Bożej
- Cerkiew św. Serafina z Sarowa
- Cerkiew św. Mikołaja
- Cerkiew św. Niny
- Cerkiew św. Sergiusza z Radoneża
- Cerkiew św. Jana Rycerza
- Cerkiew Objawienia Pańskiego
- Cerkiew Ikony Matki Bożej „Krzew Gorejący”